# Ernst von Ihne
Ernst Eberhard von Ihne, né le 23 mai 1848 à Elberfeld et mort le 21 avril 1917 à Berlin, est un architecte prussien de l'époque impériale.

## Biographie

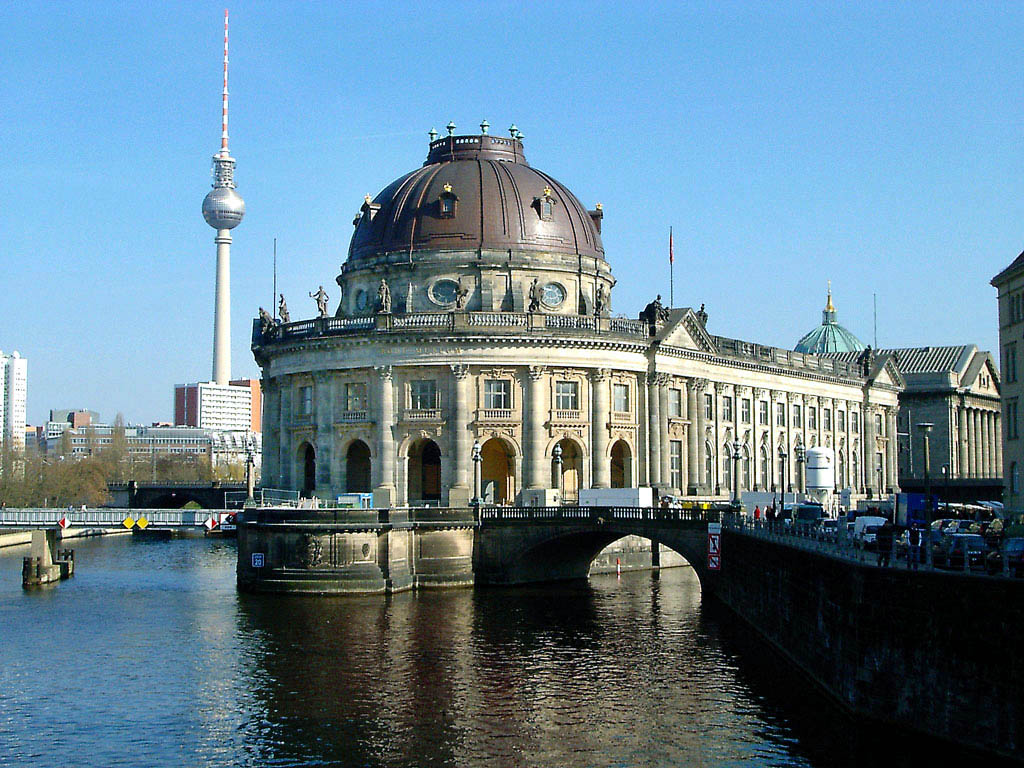
Vue du musée de Bode à Berlin.

Ernst Ihne, fils de l'historien Wilhelm Ihne (1821-1902), étudie à l'école supérieure technique de Karlsruhe, à l'académie d'architecture de Berlin et à l'école des beaux-arts de Paris. C'est un chantre de l'historicisme et de l'éclectisme en architecture. Il ouvre avec Paul Stegmüller un bureau d'études à Berlin en 1877. Il dessine aussi des meubles. Il est membre fondateur de l'Union des architectes de Berlin.
Ihne mélange le style Renaissance allemande avec des influences françaises. Il construit aussi des bâtiments néobaroques à Berlin, tandis que dans la dernière phase de son œuvre, à partir de 1900, il est influencé par le style des demeures de campagne anglaises.
Une de ses premières commandes est le pavillon de chasse de Hummelshain (de) en Thuringe et le casino des officiers du régiment des hussards de la Garde à Potsdam. Ces travaux plaisent à la Cour impériale. Ihne, qui s'est séparé de Stegmüller entretemps, reçoit donc en 1888 commande du château de Kronberg à Taunus et l'empereur Frédéric III le nomme architecte de la Cour. C'est un habitué du salon de la princesse Radziwill, née Castellane.
Il construit alors nombre de villas, d'hôtels particuliers, de gentilhommières et de châteaux à la campagne (comme l'aile ouest du château de Karow), mais aussi la bibliothèque royale de Berlin à Unter den Linden, le musée du Kaiser-Frédéric (aujourd'hui musée de Bode), le premier bâtiment de la société du Kaiser-Guillaume de Dahlem (aujourd'hui partie de l'université libre de Berlin). Il est aussi l'auteur du projet des monuments dédiés à Frédéric III et à son épouse qui se trouvaient à l'allée de la Victoire du Tiergarten, aujourd'hui disparue.
Guillaume II anoblit Ihne le 27 février 1906 qui fait donc précéder son nom de la particule « von » et lui donne le titre de conseiller secret.